# Conicera dauci
Conicera dauci är en tvåvingeart som först beskrevs av Johann Wilhelm Meigen 1830.  Conicera dauci ingår i släktet Conicera och familjen puckelflugor. Arten är reproducerande i Sverige. Inga underarter finns listade i Catalogue of Life.